# 先諾伊 (克拉斯諾達爾邊疆區)
先诺伊（羅馬化：Sennoy）是俄罗斯克拉斯诺达尔边疆区捷姆留克區的一个村莊。2010年人口為3,736人。當地由哥萨克人建于1794年7月5日建立，起初當地是一个驛站。